# اس‌اس کالیفرنیا (۱۹۰۷)
اس‌اس کالیفرنیا (۱۹۰۷) (به انگلیسی: SS California (1907)) یک کشتی‌ بود که طول آن ۴۷۰ فوت (۱۴۰ متر) بود. این کشتی‌ در سال ۱۹۰۶ ساخته شد.